# Ancylolomia mirabilis
Ancylolomia mirabilis là một loài bướm đêm trong họ Crambidae.